# Nokia 3
Nokia 3 — Android смартфон от компании HMD Global под брендом Nokia. Рекомендуемая розничная стоимость аппарата составляет: $147,23.

## История
Смартфон был представлен 26 февраля 2017, за день до начала Mobile World Congress, наряду с Nokia 6 (мировым вариантом), Nokia 5, и перерождением Nokia 3310.

## Особенности и характеристики
Корпус телефона изготовлен из поликарбоната с металлической рамкой по бокам. Для обеспечения доступа к двум слотам SIM карт и слота под SD карту используются специальные лотки, располагающиеся в левой части металлического обода устройства, аккумулятор остается недоступным и прикрыт металлической пластиной, которая расположена под задней пластиковой частью устройства . Nokia 3 оснащен 5-дюймовым IPS HD экраном с разрешением 1280x720 который защищен стеклом Corning Gorilla Glass. Аппарат построен на базе процессора Mediatek MT6737 с 2 ГБ оперативной памяти и 16 ГБ встроенной памяти.

## Операционная система
На момент выпуска в качестве операционной системы выступал «голый» Android 7.1.1 Nougat. Позже был обновлён до Android 9.0 Pie.